# Bouakea bicoloricornis
Bouakea bicoloricornis är en skalbaggsart som beskrevs av Karl Adlbauer 2003. Bouakea bicoloricornis ingår i släktet Bouakea och familjen långhorningar. Inga underarter finns listade.